# Pupkulies & Rebecca
Pupkulies & Rebecca ist eine deutsche Gruppe, die im Bereich Electronica und House seit 2006 aktiv ist.

## Geschichte
Während sowohl Rebecca als auch Janosch Blaul musikalisch in unterschiedlichen Genres in Würzburg aktiv waren, war Sepp Singwald bereits in der Berliner Indie-Szene bekannt. Janosch begann um 2001 ein Studium in Berlin und traf dort Sepp Singwald. Rebecca sammelte in der Zwischenzeit Erfahrungen als Sängerin in Hip-Hop- und Jazzprojekten. Sie erlangte die Aufmerksamkeit von Janosch, woraus 2006 die Gründung der Band sowie das erste Album, The Way We, hervorgeht. Das Album verbindet House-Beats mit leichtem Gesang. Schon bald folgen Konzerte in kleinen Clubs um Berlin.
Das Trio veröffentlichte 2007 bereits das zweite Album, Beyond the Cage, welches musikalisch deutlich weiter in Richtung Indie geht und aus dem die Single Save Me ausgekoppelt wird. Der Gesang ist auf Französisch und Englisch und die Beats etwas abgeschwächter. Die Band spielte fortan auf Konzerten und Festivals in ganz Europa und die beiden Mitglieder Rebecca und Janosch zogen zurück nach Würzburg. Ihr drittes Album, Burning Boats, wurde 2009 veröffentlicht und stellt sich als ein großer Erfolg heraus.
Ihr viertes Studioalbum unter dem Namen Looking for the Sea erschien 2012. Die Gruppe bereiste 2013 die Insel Maio auf den Kapverdischen Inseln, um mit dem lokalen Musiker Tibau Tavares ein Album aufzunehmen, welches elektronische mit traditioneller kapverdischer Musik verbindet. Aus der Reise entstand ebenso ein Film unter dem Titel Momento - Pupkulies & Rebecca Play Cabo Verde unter Regie von Steffen Boseckert, welcher Premieren in Berlin und Würzburg feierte. Das Album Tibau ist seit Oktober 2013 erhältlich. 2024 veröffentlichte die Gruppe zwei neue Songs mit Tibau Tavares - Nha Badjam und Infelicidade.

## Diskografie
- 2006: The Way We
- 2007: Beyond the Cage
- 2009: Burning Boats
- 2012: Looking for the Sea
- 2013: Tibau (mit Tibau Tavares)
- 2020: Bente